# История Древнего Израиля и Иудеи

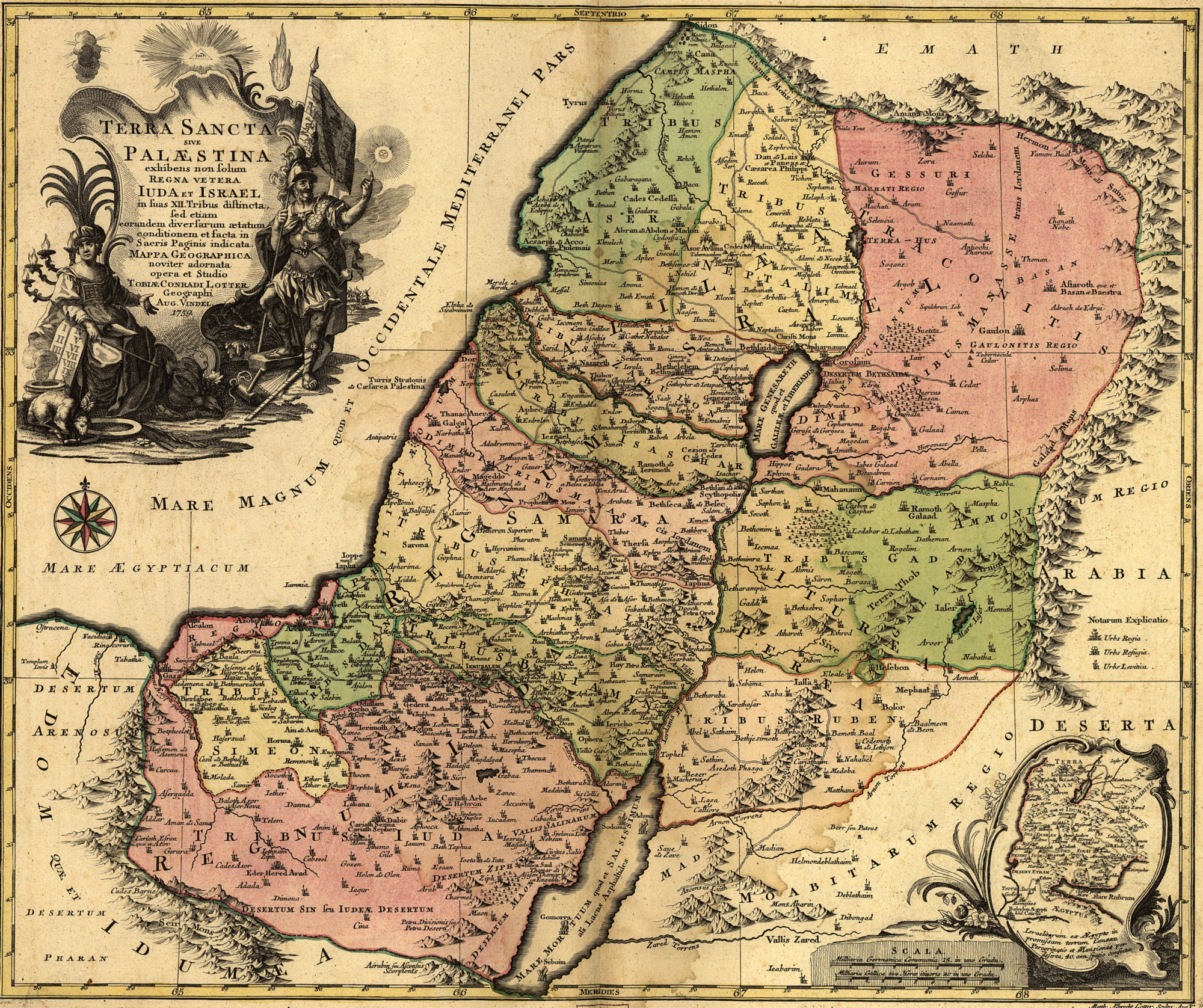
Карта Эрец-Исраэль 1759 года, показывающая расселение
Двенадцати колен Израиля

Земля Израиля (ивр. אֶרֶץ יִשְׂרָאֵל‎, Эрец-Исраэль) священна для еврейского народа со времён библейских патриархов — Авраама, Исаака и Иакова. Учёные относят этот период к началу 2 тысячелетия до н. э. Согласно Библии, Земля Израиля была завещана евреям Богом, с тем, чтобы стать Землёй Обетованной — здесь находятся все священные места еврейского народа.

## Завоевание Ханаана (ок. XIII в. до н. э.)
В правление сына Рамсеса II фараона Мернептаха (предположительно около 1210 г. до н. э.) в Фивах была установлена стела, описывающая его военные походы, в том числе и подавление восстания в (принадлежавшем Египту со времён Тутмоса III) Ханаане: «Уведён был [город] Ашкелон, схвачен был [город] Газру, [город] Иеноам сотворён несуществующим, [народ] Исриар (Израиль) опустошён, нет зерна его».
Первые древнееврейские племена (колена) предположительно появляются в восточном Средиземноморье около 1200 года до н. э. Самые древние обнаруженные здесь приписываемые еврейскому этническому элементу городища, это 250 еврейских поселений (причём не на разрушенных ханаанских городищах, как утверждается в книге Иисуса Навина, а на незаселённых прежде возвышенностях).
Хотя многие комментаторы-библеисты находят, что история Исхода может включать незначительное ядро истиной исторической памяти, к сожалению, до сегодняшнего дня ни одно «доказательство» не демонстрирует ясного подтверждения, которое бы включало Исход как исторически достоверный. Археология не демонстрирует правдивость рассказа об Исходе
Там же приводится мнение Финкельштейна и Сильбермана, которые отмечают, что не существует никаких археологических свидетельств пребывания евреев на Синае в предполагаемый период Исхода — то есть в XIII веке до н. э., или в какой бы то ни было иной более ранний период времени (Finkelstein Israel, and Neil Asher Silberman, «The Bible Unearthed: Archaeology’s New Vision of Ancient Israel and the Origin of Its Sacred Texts», 2001, New York: Free Press, 48-72).
Например, в «Числах» (21:1; 21:3 — ср. 33:40) говорится о битве евреев с царём Арада, который жил в пустыне Негев, и их победе над ним, когда евреи полностью уничтожили их и их города, так что это место было названо Хорма. Согласно традиции, евреи двигались из оазиса Кадес (в пустыне Негев, на границе Синайского полуострова и Ханаана), через гору Ор (на краю Эдомской земли). Однако археологические исследования не показали ни единого следа присутствия человека в эпоху Поздней Бронзы или Железа I в оазисе Кадес: это место было заселено человеком только в III тысячелетии до н. э. и в эпоху Израильского царства, когда здесь была построена царская крепость. Экстенсивные раскопки в Арадской долине также не показали там наличия никакого ханаанского поселения эпохи Поздней Бронзы. Собственно в Араде наблюдается разрыв между городищем, погибшем в эпоху Ранней Бронзы II, вплоть до основания там маленького поселения уже при объединённом Израильском царстве. В связи с этим Y. Aharoni предложил локализовать указываемые в «Книге Чисел» точки в других местах этого региона в целом. Однако все городища этих мест не были населены в Позднебронзовый период, и только два холма были населены в эпоху Средней Бронзы II — Tel Malhata и Tel Masos. Может ли библейский нарратив об Исходе отражать события более раннего периода (в данном случае — периода Средней Бронзы II), когда ханаанцы поселились в этих местах? Или быть может «царём Арада» именуется правитель полукочевого племени, не оставившего материальных следов своего пребывания в этих местах (как предположил Б. Мазар, и мнения которого предпочитает придерживаться И. Ахарони)? Оба этих предположения кажутся очень маловероятными. Гораздо более вероятно, что библейские истории были сформулированы как литературная традиция, не имеющая реальной исторической ценности, тогда, когда евреи начали оседать на этой территории в конце Эпохи Судей, и в годы Израильского и Иудейского царств (A. Mazar, «Archaeology of the land of the Bible», Yale University Press, 2009, стр. 330).
Существует и мнение, что какими бы ни были их личные преференции и теологический бэграунд, большинство исследователей соглашается, что Исход имел место, вероятно коснувшись гораздо меньшего количества евреев, чем это утверждается библейскими историографами (Niels Peter Lemche, «Historical Dictionary of Ancient Israel», серия «Historical Dictionaries of Ancient Civilizations And Historical Eras», No 13, The Scarecrow Press, 2004, стр. 5).
Как бы то ни было, согласно Библии, Иисус Навин вёл наступательную войну и, пользуясь раздробленностью местных ханаанских князей, за короткое время разбил их одного за другим, при этом подвергая всё население поголовному истреблению, включая женщин, стариков и детей, находившему себе оправдание в той ужасной степени религиозно-нравственного развращения, на которой находились ханаанские народы и при которой они становились решительно опасными для религии и нравственности избранного народа. Завоевание продолжалось примерно семь лет, и завоёванная земля была разделена между двенадцатью племенами, на которые разделялся народ (по числу своих двенадцати родоначальников, сыновей Иакова), с выделением из них одного колена, Левитов, для священного служения.

## Эпоха Судей (XII—XI вв. до н. э.)
После смерти Иисуса Навина народ остался без определённого политического вождя и фактически распался на двенадцать самостоятельных республик, объединением для которых служило лишь единство религии и закона и сознание своего братства по крови. Это разделение естественно ослабило народ политически, и он стал поддаваться влиянию оставшегося не истреблённым ханаанского населения и увлекаться идолопоклонством (культ Ваала и Астарты). Этим пользовались как туземные, так и окружающие народы и, мстя евреям за их прежние победы, подчиняли их себе и подвергали жестоким угнетениям.
От этих бедствий народ был избавлен старейшинами и вождями, так называемыми судьями, среди которых особенно выдаются пророчица Девора, Гедеон и Самсон, гроза филистимлян. Несмотря на эти подвиги отдельных лиц, вся история периода судей (продолжавшегося около 350 лет) есть история постепенных заблуждений, беззаконий и идолопоклонства народа с неразлучно следовавшими за ними бедствиями. Среди избранного народа почти совсем забыта была его религия, и на место её явились суеверия, распространявшиеся бродячими левитами.
Внутреннее беззаконие и всеобщее самоуправство довершают картину жизни израильского народа в те дни, «когда у него не было царя и когда каждый делал то, что ему казалось справедливым» (Суд. 21:25). При таком положении еврейскому народу грозила окончательная гибель, но он избавлен был от неё последним и наиболее знаменитым судьёй Самуилом. Своим проницательным умом открыв самый источник бедствий своего народа, он посвятил всю свою жизнь благу его и решился произвести в нём радикальное религиозно-общественное преобразование. Сосредоточивая в своей личности и духовную, и гражданскую власть и будучи пламенным ревнителем веры отцов, он с целью возрождения народа, сам будучи пророком и учителем веры, пришёл к мысли основать учреждение, которое могло бы навсегда служить источником духовного просвещения и из которого могли бы выходить просвещенные ревнители веры и закона. Такое учреждение и явилось в виде пророческих школ, или так называемых «сонмов пророков». Из этих школ впоследствии и выходили те доблестные мужи, которые бесстрашно говорили горькую правду сильным мира сего. Одушевленные самоотверженной ревностью об истинном благе народа, они были бесстрашными поборниками истинной религии и выступали решительными защитниками её при всякой угрожавшей ей опасности. Деятельность их развивалась и крепла по мере хода исторической жизни народа, и с течением времени они сделались грозными мстителями за всякое попрание религии, истины и справедливости. Своей неустанной проповедью они с этого времени не переставали будить совесть народа и его правителей и тем поддерживали в нём дух истинной религии и доброй нравственности.
Мудрое правление Самуила продолжалось до его преклонных лет; но беззаконные действия его негодных сыновей вновь угрожали народу возвращением к прежним бедствиям, и тогда в нём явилось непреодолимое желание решительно покончить с периодом анархии, и он стал просить престарелого судью поставить над ним царя, который бы «судил их, как и прочие народы». Это желание было вызвано в народе окончательным сознанием своей неспособности к самоуправлению по возвышенным началам теократии, как они изложены были в законодательстве Моисеевом, хотя самое учреждение царской власти отнюдь не противоречило началу теократии и, напротив, в самом Моисеевом законодательстве предвиделось как необходимая ступень в развитии исторической жизни народа (Втор. 17:14,15).

## Древняя история (XI—IV вв. до н. э.)
Традиционная хронология Древнего Израиля, исходя из датирования Исхода временами фараона Рамзеса II, прибытия евреев в Ханаан при фараоне Мернептахе, и объединённого царства Израиля в X в. до н. э., были очень хороши для времени, когда эти историографические конструкты были общепризнанными как данные. Однако к 1990 году стало предельно ясно, что традиционная хронология Железного века была скорее условным, нежели реальным конструктом. В 1996 году И. Финкельштейн представил «Нижнюю Хронологию» как более отвечающую действительности альтернативу. И она продемонстрировала себя в последовавшей научной дискуссии гораздо лучшей в качестве гипотезы: больше данных могло быть точнее синтезированы в её рамках, а сомнения, которые возникали прежде, теперь отпадали. К лету 2000 года многие данные радиоуглеродных датировок, опровергавшие традиционную датировку, были известны, и их было трудно отвергнуть. Ныне Нижняя хронология выглядит так (она приводится в сопоставлении с Традиционной хронологией):
Нижняя Хронология — Традиционная хронология
- Железный век I 1150 (+/- 25 лет) — 925 (+/- 25 лет) гг. до н. э. 1200—1000 гг. до н. э.
- Железный век IIA 925 (+/- 25 лет) — 875 (+/- 25 лет) гг. до н. э. 1000—925 / 900 гг. до н. э.
- Железный век IIB 875 (+/- 25 лет) — 725 (+/- 25 лет) гг. до н. э. 925 / 900—734 / 700 гг. до н. э.
- Железный век IIC 725 (+/- 25 лет) — 575 (+/- 25 лет) гг. до н. э. 734 / 700—586 гг. до н. э.

### Период «объединённого царства» (XI—X вв. до н.э.)
Около X в. до н. э. на территории Ханаана было создано объединённое еврейское царство.

#### Правление Саула (ок. 1029—1005 гг. до н. э.)
Самуил, уступая желанию народа, помазал на царство Саула (Шаула), происходившего из отличавшегося своей воинственностью колена Вениаминова.
Новый царь, и после избрания на царство с истинной патриархальностью продолжавший предаваться мирному труду пахаря, скоро показал свою воинственную доблесть и нанес несколько поражений окружающим враждебным народам, особенно филистимлянам, со времени Самсона сделавшимися злейшими угнетателями Израиля. Но эти подвиги вскружили ему голову, и он от первоначальной простоты начал круто переходить к высокомерному самодержавию, не стеснявшемуся в своих действиях даже указаниями престарелого пророка Самуила и закона Моисеева. Отсюда неминуемо произошло столкновение между светской и духовной властью, и так как всё показывало, что Саул и дальше пойдет всё в том же направлении, прямо угрожавшем подорвать основной принцип исторической жизни избранного народа, то оказалась печальная необходимость пресечь этот царственный род и преемником ему был избран юный Давид из колена Иудина, из города Вифлеема.

#### Правление Давида
На рубеже 2-1 тыс. до н. э. возникает Израильское царство Давида. Давид, помазанный на царство, когда ещё был пастухом, стал знаменитейшим царём Израиля и родоначальником длинной линии царей иудейских почти до конца политического существования народа.
Новый избранник не сразу вступил на престол, а должен был всю молодость провести в разнообразных приключениях, скрываясь от кровожадной ревнивости всё более падавшего нравственно царя Саула.
В течение первых семи лет царствования его резиденцией был Хеврон, а после убийства сына Саула, Ионафана (Йонатан) все колена признали Давида своим царём.
Давид пришёл к убеждению, что для утверждения царской власти в стране ему необходима столица, которая, не принадлежа никакому колену в отдельности, могла бы служить общей столицей для всего народа. Для этой цели он наметил одну сильную крепость на рубеже между коленами Иудиным и Вениаминовым, которая, несмотря на все усилия израильтян, отстаивала свою независимость и до того принадлежала храброму племени иевусеев. То был Иерусалим, который, как видно из новейших открытий, ещё до вступления евреев в Ханаан занимал важное положение среди других городов страны, имея над ними своего рода гегемонию. Крепость эта теперь должна была пасть перед могуществом нового царя, и Давид основал в ней свою царскую столицу. Новая столица благодаря своему великолепному положению начала быстро стягивать к себе иудейское население, скоро расцвела пышно и богато, и Иерусалим стал одним из знаменитейших городов в истории не только израильского народа, но и всего человечества.
С Давида начинается быстрый расцвет и всего царства. Благодаря необычайной энергии этого гениального царя скоро приведены были в порядок расстроившиеся в конце прежнего царствования дела внутреннего благоустройства, и затем начался целый ряд победоносных войн, во время которых окончательно были сокрушены злейшие враги Израиля — филистимляне, а также моавитяне и идумеяне, земли которых сделались достоянием Израиля. Благодаря этим победам и завоеваниям царство израильского народа сделалось могущественной монархией, которая на время повелевала всей Западной Азией и в руках которой находилась судьба многочисленных народов, трепетно приносивших свою дань грозному для них царю. С финикиянами израильтяне вошли в ближайшие дружественные отношения, и эта дружба с высококультурным народом была весьма полезна и выгодна им в деле развития их материальной культуры. Вместе с тем начала быстро развиваться и духовная жизнь, и к этому именно времени относится богатейший расцвет древнееврейской духовно-религиозной поэзии, которая нашла себе особенно замечательное выражение в дивных своей глубиной и пламенностью чувств Псалмах самого Давида и приближенных к нему певцов. К концу царствования вследствие введенного царём многоженства начались различные смуты, которыми омрачены были последние годы жизни великого царя, и после тяжёлых смятений престол перешёл к сыну самой любимой им жены, но вместе с тем и главной виновницы всех его бедствий, Вирсавии, именно к юному Соломону (около 1020 г. до н. э.).

#### Правление Соломона
Соломон (Шломо) наследовал от своего отца обширное государство, простиравшееся от «реки египетской до великой реки Евфрата». Для управления таким государством требовался обширный ум и испытанная мудрость, и, к счастью для народа, юный царь был от природы наделён светлым умом и проницательностью, давшими ему впоследствии славу «мудрейшего царя». Пользуясь длительным миром, Соломон обратил всё своё внимание на культурное развитие государства и в этом отношении достиг необычайных результатов. Страна разбогатела, и благосостояние народа возросло до небывалой степени. Двор Соломона не уступал в своём блеске дворам величайших и могущественнейших властелинов тогдашнего цивилизованного мира. Но высшим делом и славой его царствования было построение величественного Храма в Иерусалиме, заменившего собой обветшавшую Скинию, который отныне стал национальной гордостью Израиля, душой его не только религиозной, но и политической жизни.
При нём же и поэзия достигла своего наивысшего развития, и замечательнейшими произведениями её служит знаменитая «Песнь Песней» (Шир ха-ширим), по своей внешней форме представляющая нечто вроде лирической драмы, воспевающей любовь в её глубочайшей основе и чистоте. При Соломоне еврейский народ достиг кульминационного пункта своего развития, и с него же началось обратное движение, которое всего заметнее сказалось на самом царе. Конец его царствования омрачился разными разочарованиями, причиной которых главным образом было дошедшее до необычайных размеров многоженство и связанные с ним непомерные расходы. Народ стал тяготиться быстро возраставшими налогами, и Соломон кончил жизнь с убеждением, что «всё суета и томление духа», и с опасением за будущность своего дома, которому угрожал выступивший уже при нём Иеровоам.

### Эпоха Первого Храма (X—VII вв. до н. э.)
В X веке до н. э. царём Соломоном был построен Храм (Бейт ха-микдаш, «Дом Святости») в Иерусалиме. На протяжении многих веков создаётся Танах (еврейское Священное Писание).
Несмотря на битву между великими древними державами Египтом, Ассирией, а потом и Нововавилонским царством за гегемонию в данном регионе, несмотря на внутренний раскол, приведший к созданию двух, подчас враждовавших друг с другом еврейских царств, еврейский народ, его политические и религиозные лидеры смогли настолько укрепить связь евреев с этой землёй и Иерусалимом, что даже уничтожение еврейского государства и Иерусалимского храма и выселение евреев в Месопотамию не положило конец их национальной истории.

## Период разделённых царств (928—722 гг. до н. э.)

Карта юга Ближнего Востока, ок. 830 до н. э.
Царство Моав
Иудейское царство
Израильское царство
Филистимляне города-государства
Финикийские государства
Царство Аммон
Царство Идумея (Эдом)
Царство Арамейский Дамаск
Ассирия
арабские племена
Набатейские племена
Арамейские племена

После смерти Соломона, при его преемнике, неопытном и заносчивом Ровоаме, народ израильский разделился на два царства (иначе называемые двумя домами), из которых большее (десять колен) отошло к Иеровоаму из колена Ефремова (около 928 г. до н. э.). Эти половины стали называться Иудейским царством и Израильским царством, и между ними началось ожесточённое соперничество, которое истощало их внутренние и внешние силы, чем не замедлили воспользоваться соседи, и уже при Ровоаме египетский фараон Шешонк I сделал быстрый набег на Иудею, взял и ограбил Иерусалим и многие другие города страны и свою победу увековечил в изображениях и надписях на стене великого карнакского храма. С разрывом политического единства начался разрыв и религиозного единства, и в царстве Израильском в политических видах учрежден был новый культ, представлявший собой поклонение Богу Израиля под видом золотого тельца — в Вефиле. Напрасно протестовали против этого великие ревнители монотеизма — пророки, новый культ укоренился и повлек за собой неизбежное уклонение в самое грубое суеверие и идолопоклонство, за которым в свою очередь следовал полный упадок нравственности и ослабление общественно-политического организма. Вся история царства Израильского представляет собой непрестанные внутренние смуты и политические перевороты.
В 722 году столица Северного Израильского царства — Самария — была разгромлена грозными воителями Ассирии, а его население, потомки десяти из 12 колен Израиля, было переселено ассирийцами в Мидию. Уведённый в плен народ Израильского царства бесследно затерялся там среди окружающих народностей Востока. Предания о «десяти пропавших коленах» были популярны в еврейском, христианском и мусульманском фольклоре, до сих пор распространены среди восточных еврейских общин и среди иудействующих движений. Согласно одной из версий они вернутся перед приходом Мессии (Машиаха).

## Иудейское царство при господстве Ассирии и Вавилонии (720—586 гг. до н. э.)
Иудейское царство, остававшееся более верным истинной религии и закону Моисея и имевшее в Иерусалимском храме могучий оплот против внешних разлагающих влияний, продержалось дольше Израильского; но оно тоже не избегло роковой участи. В 586 вавилоняне завоевали Иудейское царство, разрушили Иерусалимский храм и увели часть его населения в Вавилон (Вавилонское пленение).

### Вавилонское пленение (586—537 гг. до н. э.)
Вавилонский плен, однако, не стал могилой для народа Иудеи, в отличие от ассирийского плена, ставшего роковым для населения Израиля. Напротив, он послужил первым шагом к распространению чистого монотеизма среди народов языческих, так как с этого именно времени начался тот великий процесс иудейского рассеяния, который имел столь громадное значение для подготовления языческого мира к христианству. Спустя 70 лет в силу указа великодушного Кира Персидского, сломившего могущество Вавилона, иудеи получили возможность возвратиться на свою землю и построить новый Храм в Иерусалиме.

### Эпоха Второго Храма (VI в. до н. э. — I в. н. э.)
Развитие своеобразной еврейской культуры на базе древней традиции и под влиянием эллинистического мира. Формирование библейского канона. Возникновение еврейской диаспоры, связанной с Иерусалимом и еврейским населением в Земле Израиля.

#### Иудея под персидским владычеством (537—332 гг. до н. э.)
С падением Нововавилонского царства (539) и возникновением персидской империи Ахеменидов, включившей в свои пределы все важнейшие центры древнего мира — в Месопотамии, Малой Азии и Египте, — часть евреев возвратилась в Иудею, где ими был восстановлен Храм и возрождён религиозный центр в Иерусалиме, вокруг которого возобновилась государственная и этническая консолидация евреев. Персидские цари официально признали право евреев жить по законам праотцев, запечатлённым в Торе.
С этого времени начинает складываться доминирующая модель этнического развития евреев, включающая символический и культурный центр в Израиле и обширную диаспору. Возникнув первоначально в Месопотамии и Египте, с конца 1 тыс. до н. э. диаспора охватывает Северную Африку, Малую Азию, Сирию, Иран, Кавказ, Крым, Западное Средиземноморье.

## Античный период

### Иудея под греческим владычеством (332—167 гг. до н. э.)
После разрушения персидской монархии Александром Македонским Земля Израиля сначала была подчинена эллинистическим государствам — Птолемеям в Египте (320—201 г. до н. э.), затем Селевкидам в Сирии. В эту эпоху в еврейскую среду проникает греческая культура. Высшие классы усваивают греческие нравы и обычаи, наряду с древнееврейским и арамейским распространяется также древнегреческий язык (койне). Одновременно среди евреев распространяются три философских и религиозных течения. Наиболее популярным является учение фарисеев, учителей ревнителей закона. Путём толкований они стремятся приспособить основы Моисеева законодательства к новым условиям жизни, а также оградить чистоту еврейского вероучения и ритуала от языческого и в особенности эллинского влияния. Другого направления держались саддукеи, представители священнических и аристократических классов. Не допуская никаких толкований закона, они требовали от народа слепого исполнения обрядов. Третье направление заключалось в удалении от мирской суеты, в поиске спасения в простой суровой жизни. Представителями этого течения были ессеи, родоначальники христианского аскетизма.
Рассеяние евреев по всем странам Востока и Запада началось за III века до н. э. Кроме обширных еврейских колоний в Месопотамии и Персии, Бактрии и Армении, со времени вавилонского пленения, в эпоху господства в Палестине Птоломеев образовалась очень многочисленная колония евреев в Египте (Александрии и др.), где в городе Гелиополе был воздвигнут храм Ония, соперничавший с Иерусалимским. Во II в. до н. э. появились колонии евреев в Риме и некоторых приморских городах западного Средиземноморья.

### Освободительные войны Хасмонеев (167—140 гг. до н. э.)
С переходом евреев под сирийское владычество начались при Антиохе IV Эпифане жестокие гонения на еврейский культ и стремление насильственно эллинизировать евреев. В целях национальной самообороны среди евреев, под предводительством священника Маттафии и его сыновей (Маккавеев), было поднято восстание (165—141 г. до н. э.) против сирийцев, закончившееся освобождением Иудеи из-под власти Сирии. В 141 г. до н. э. освобождённая Иудея провозгласила правителем сына Маттафеи, Симона (Шимона), родоначальника хасмонейской династии.

### Хасмонейское царство (140—37 гг. до н. э.)
Еврейское восстание не только отстояло религиозную независимость Иудеи, но и привело к созданию независимого Хасмонейского царства (164—37 гг. до н. э.) со столицей в Иерусалиме.
Преемником Симона был его сын Иоанн Гиркан (135—106 г. до н. э.), соединивший в своём лице царский титул и сан первосвященника. Потомки его были уже далеки от традиций эпохи национального подъёма первых Маккавеев, и всецело поддались влиянию эллинской культуры. После Иоанна Гиркана царствовали его сыновья Аристобул, 106—105, и Александр Яннай, 105—79. Последнему наследовала его супруга, Саломея Александра, 79—70.
В 63 г до н. э. вспыхнула распря между сыновьями Саломеи, Гирканом II и Аристобулом II, в результате которой был призван третейским судьёй римский полководец Помпей, взявший Иерусалим и обративший Иудею в этнархию, входившую в состав римской провинции Сирии и находившуюся под управлением Гиркана. В 40 до н. э. царём Иудеи при помощи парфян стал Антигон, младший сын Аристобула. После его поражения территория Иудеи была разделена на Иудею, Самарию, Галилею и Петрею (Заиорданье).

### Царь Ирод I и его преемники (37 г до н. э. — 6 г н. э.)
Ирод I Великий, сын идумейского наместника Антипатра, поддерживаемый римлянами, покорил (37 г до н. э.) Иерусалим, низверг Антигона, отстроил великолепный Иерусалимский храм (19 г. до н. э.) и умер в 4 году до н. э. После низложения сына его Архелая в 6 году н. э. римлянами Иудея была присоединена к провинции Сирии и подчинена римскому прокуратору.

### Иудея под властью Рима (6—66 гг. н. э.)
Ирод Агриппа I, внук Ирода Великого, стал царём Иудеи и Самарии (с 41 по 44 гг.) по милости римского императора Клавдия, а до того, в 37 г. н. э., он был возвращён Калигулой на историческую родину в качестве правителя остальных частей Израильского царства.
Упадок Иудеи со времени последних Хасмонеев, гнёт антинациональной политики Иродовой династии, произвол и насилия римских прокураторов вызвали сильное брожение в народе, разбившемся на враждовавшие между собою партии. Особенно сильно распространилось мессианское движение сначала имевшее национально-политический характер: Мессия-спаситель явится и восстановит в Иудее независимое царство мира и справедливости.
В этот период еврейская диаспора ещё более укрепила свою связь с Иерусалимом. Собиравшийся при Храме Синедрион рассылал по всему древнему миру гонцов, руководя жизнью еврейской диаспоры в Риме и Александрии, в Вавилонии и Афинах, а евреи диаспоры прибывали в Иерусалим, особенно на большие праздники, и задерживались там месяцами, изучая Тору и наблюдая Храмовую службу. Они говорили на разных языках, носили одежды, принятые там, откуда они приехали, но ощущали себя одним народом.

### Война с римлянами и падение иудейского государства (66—70 гг.)

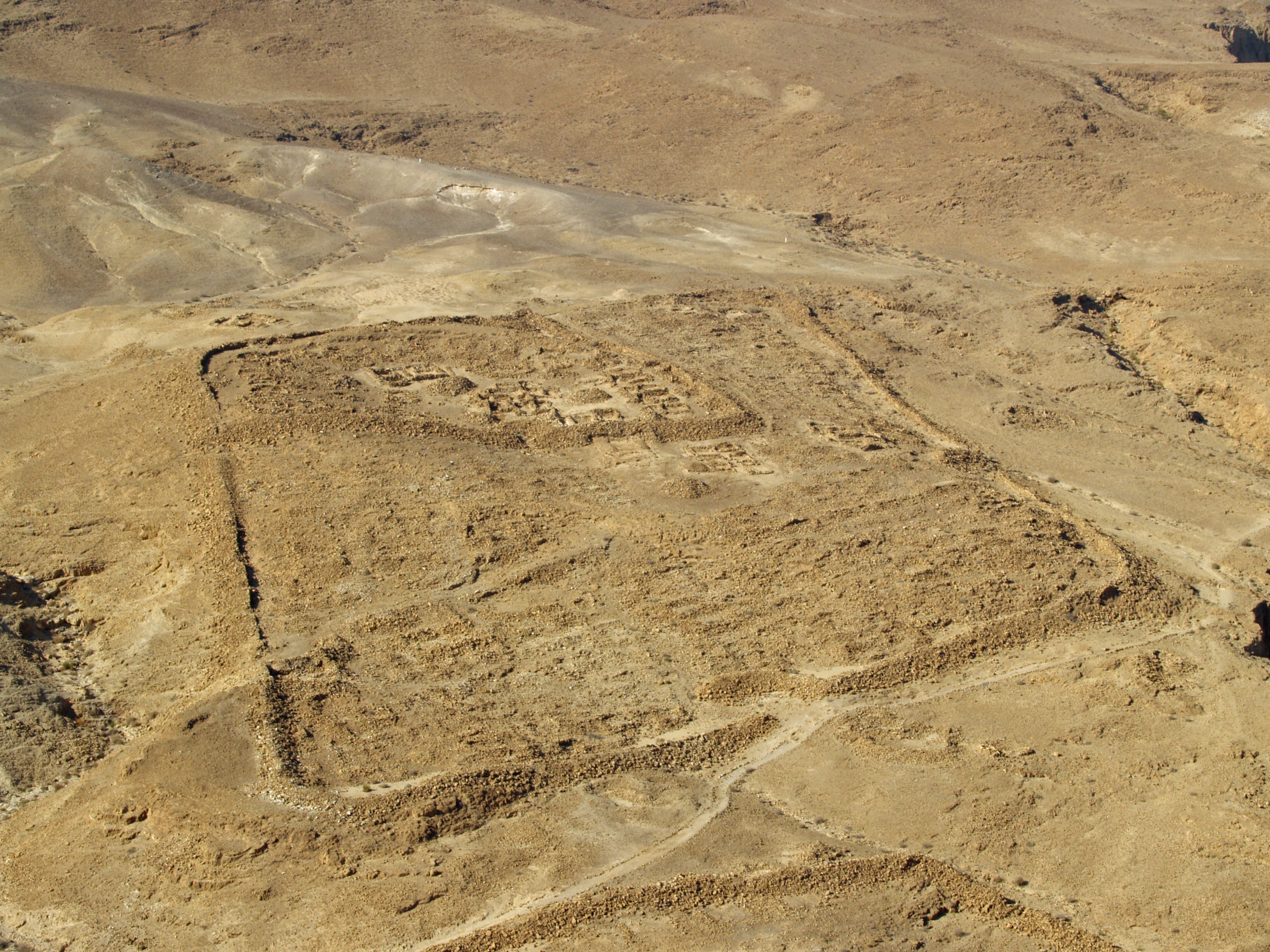
Римский гарнизон у подножия крепости Массада

В 66 году разразилось восстание против римлян (Иудейская война), окончившееся в 70 году, после взятия Иерусалима Титом, разрушением Храма, избиением и изгнанием евреев.
С 70 года н. э. Иудея лишилась автономного статуса и была превращена в римскую провинцию.

## Исследования
Вследствие закрепления расовой политики на государственном уровне в нацистской Германии в середине 1930-х годов центр исследований по древнееврейской истории переместился в США, а затем в Израиль.